# 東北地方の郵便番号

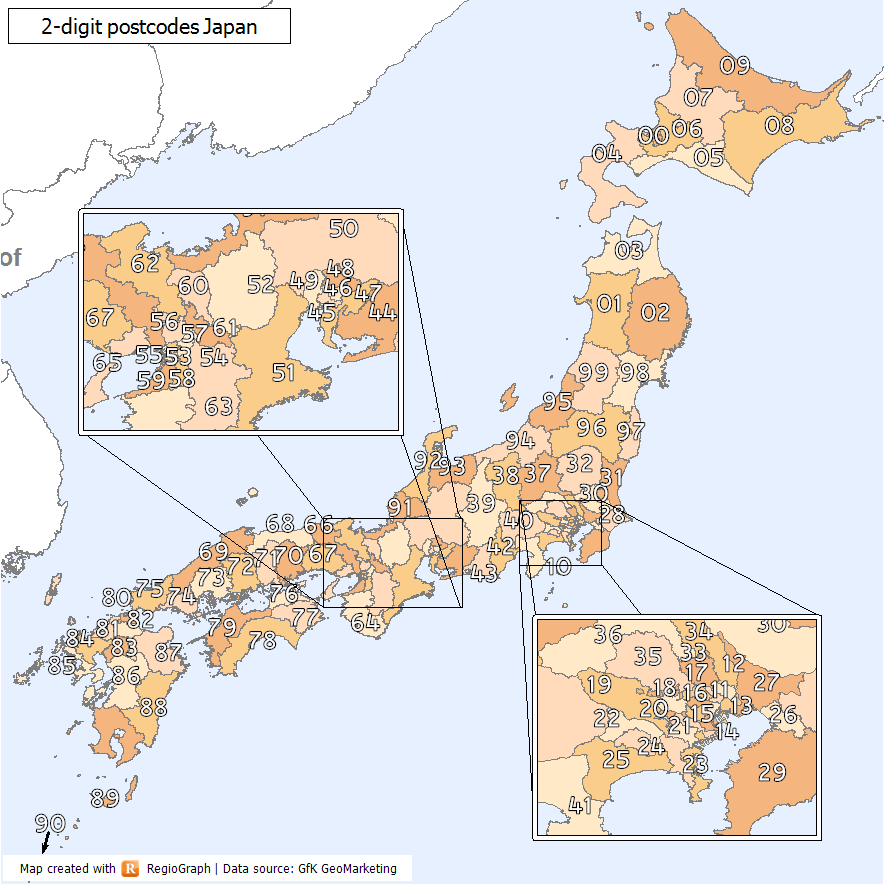
地域番号地図

東北地方の郵便番号（とうほくちほうのゆうびんばんごう）では、日本の東北地方に割り当てられた郵便番号の一覧を示す。

## 郵便番号一覧

### 表記法など
郵便番号と集配局・管轄局の情報は日本郵便が公表する資料  に基づく。郵便番号の頭3桁または5桁を「郵便区番号」といい、下記の一覧に郵便番号の上5桁と一致するものがある場合はその5桁がそのまま郵便区番号となり、上5桁では一致するものがなく上3桁と一致する郵便区番号がある場合はその3桁が郵便区番号となる。
ここでは、資料「郵便区番号一覧」中の凡例より、番号に対し単一の郵便局が記されている場合は集配局・管轄局を同一として記し、「○○（●●）」の形式で記されている場合は括弧内に記された郵便局名（●●）を集配局、括弧の左に記された郵便局名（○○）を管轄局として表記している。なお、これは一部地域を除き2007年（平成19年）の郵政民営化から2012年（平成24年）の間の運営体系であった「郵便事業○○支店●●集配センター」の体制をそのまま引き継いだものである。
各郵便区・郵便番号と担当区域については「郵便番号データダウンロード」 (PDF) の資料を参照している。

### 地域番号96・97（福島県）
| 郵便区番号 | 管轄局         | 集配局         | 担当区域（一部または全域）   | 備考 |
| ---------- | -------------- | -------------- | ---------------------------- | --- |
| 960        | 福島中央郵便局 | 福島中央郵便局 | 福島市                       | |
| 960-01     | 福島東郵便局   | 福島東郵便局   | 福島市                       | |
| 960-02     | 飯坂郵便局     | 飯坂郵便局     | 福島市                       | 1994年まで一部区域は茂庭郵便局の担当                                                                             |
| 960-04     | 福島東郵便局   | 福島東郵便局   | 伊達市                       | 2018年まで伊達郵便局の担当                                                                                       |
| 960-05     | 福島東郵便局   | 福島東郵便局   | 伊達市                       | 2004年まで伏黒郵便局の担当 2018年まで伊達郵便局の担当                                                            |
| 960-06     | 福島東郵便局   | 福島東郵便局   | 伊達市                       | 2018年3月4日まで保原郵便局の担当                                                                                 |
| 960-07     | 福島東郵便局   | 梁川郵便局     | 伊達市                       | |
| 960-08     | 福島東郵便局   | 掛田郵便局     | 伊達市、福島市               | |
| 960-09     | 福島東郵便局   | 掛田郵便局     | 伊達市                       | 2007年まで月舘郵便局の担当                                                                                       |
| 960-11     | 福島中央郵便局 | 岩代大森郵便局 | 福島市                       | |
| 960-12     | 福島中央郵便局 | 松川郵便局     | 福島市                       | 2006年まで一部区域は上川崎郵便局の担当                                                                           |
| 960-13     | 福島中央郵便局 | 松川郵便局     | 福島市                       | 2016年まで飯野郵便局の担当                                                                                       |
| 960-14     | 福島中央郵便局 | 川俣郵便局     | 伊達郡川俣町                 | |
| 960-15     | 福島中央郵便局 | 山木屋郵便局   | 伊達郡川俣町                 | |
| 960-16     | 福島中央郵便局 | 飯館集配分室   | 相馬郡飯舘村                 | 2007年まで二枚橋郵便局の担当                                                                                     |
| 960-17     | 福島中央郵便局 | 飯曾集配分室   | 相馬郡飯舘村                 | |
| 960-18     | 福島中央郵便局 | 飯館集配分室   | 相馬郡飯舘村                 | |
| 960-21     | 福島中央郵便局 | 佐倉郵便局     | 福島市                       | |
| 960-22     | 福島中央郵便局 | 福島中央郵便局 | 福島市                       | 2016年まで庭坂郵便局の担当                                                                                       |
| 961        | 白河郵便局     | 白河郵便局     | 白河市、西白河郡西郷村       | 1986年まで一部区域は五箇郵便局の担当                                                                             |
| 961-01     | 白河郵便局     | 中島郵便局     | 西白河郡中島村               | |
| 961-03     | 白河郵便局     | 釜ノ子郵便局   | 白河市                       | |
| 961-04     | 白河郵便局     | 表郷郵便局     | 白河市                       | |
| 962        | 須賀川郵便局   | 須賀川郵便局   | 須賀川市                     | |
| 962-01     | 須賀川郵便局   | 須賀川郵便局   | 須賀川市                     | 2004年まで矢田野郵便局の担当 （天栄村内地域は「962-05」へ番号変更・天栄郵便局へ移管） 2025年まで長沼郵便局の担当 |
| 962-02     | 須賀川郵便局   | 須賀川郵便局   | 須賀川市                     | 2025年まで長沼郵便局の担当                                                                                       |
| 962-03     | 須賀川郵便局   | 須賀川郵便局   | 須賀川市                     | 2019年3月3日まで白方郵便局の担当                                                                                 |
| 962-04     | 須賀川郵便局   | 須賀川郵便局   | 須賀川市                     | 2007年まで岩瀬仁井田郵便局の担当                                                                                 |
| 962-05     | 須賀川郵便局   | 天栄郵便局     | 岩瀬郡天栄村                 | 2004年まで一部区域は矢田野郵便局の担当                                                                           |
| 962-06     | 須賀川郵便局   | 岩瀬湯本郵便局 | 岩瀬郡天栄村                 | |
| 962-07     | 須賀川郵便局   | 須賀川郵便局   | 須賀川市                     | 1984年まで「979-64」 2007年まで川東郵便局の担当                                                                  |
| 963        | 郡山郵便局     | 郡山郵便局     | 郡山市                       | |
| 963-01     | 郡山郵便局     | 郡山郵便局     | 郡山市                       | 1985年まで一部区域は三穂田郵便局の担当 1985年まで「969-05」「963-01」 2018年3月4日まで郡山南郵便局の担当         |
| 963-02     | 郡山郵便局     | 郡山郵便局     | 郡山市                       | 1989年まで一部区域は多田野郵便局・片平郵便局の担当 2018年3月4日まで郡山西郵便局の担当                            |
| 963-05     | 郡山郵便局     | 郡山郵便局     | 郡山市                       | 2018年3月4日まで日和田郵便局の担当                                                                               |
| 963-06     | 郡山郵便局     | 郡山郵便局     | 郡山市                       | 2018年3月4日まで小泉郵便局の担当                                                                                 |
| 963-07     | 郡山郵便局     | 宮城郵便局     | 郡山市                       | |
| 963-08     | 郡山郵便局     | 柳橋郵便局     | 郡山市                       | |
| 963-09     | 郡山郵便局     | 郡山郵便局     | 郡山市                       | 1984年まで「977-01」 2018年3月4日まで西田郵便局の担当                                                            |
| 963-11     | 郡山郵便局     | 守山郵便局     | 郡山市                       | 1984年まで「979-66」                                                                                             |
| 963-12     | 郡山郵便局     | 谷田川郵便局   | 郡山市                       | 1984年まで「979-65」                                                                                             |
| 963-13     | 郡山郵便局     | 郡山郵便局     | 郡山市                       | 1990年まで「969-21」 2007年まで熱海郵便局の担当                                                                  |
| 963-14     | 郡山郵便局     | 月形郵便局     | 郡山市                       | 1990年まで「969-23」                                                                                             |
| 963-15     | 郡山郵便局     | 中野郵便局     | 郡山市                       | 1990年まで「969-24」                                                                                             |
| 963-16     | 郡山郵便局     | 福良郵便局     | 郡山市                       | 1990年まで「969-25」                                                                                             |
| 963-33     | 三春郵便局     | 小野新町郵便局 | 田村郡小野町                 | 1995年まで「979-33」 2025年まで夏井郵便局の担当                                                                  |
| 963-34     | 三春郵便局     | 小野新町郵便局 | 田村郡小野町                 | 1995年まで「979-34」                                                                                             |
| 963-35     | 三春郵便局     | 田村飯豊郵便局 | 田村郡小野町                 | 1995年まで「979-35」                                                                                             |
| 963-36     | 三春郵便局     | 滝根郵便局     | 田村市                       | 1995年まで「979-36」                                                                                             |
| 963-41     | 三春郵便局     | 大越郵便局     | 田村市                       | 1995年まで「979-41」                                                                                             |
| 963-42     | 三春郵便局     | 船引郵便局     | 田村市                       | 1995年まで「979-42」 2004年まで七郷郵便局の担当                                                                  |
| 963-43     | 三春郵便局     | 船引郵便局     | 田村市                       | 1995年まで「979-43」                                                                                             |
| 963-44     | 三春郵便局     | 瀬川郵便局     | 田村市                       | 1995年まで「979-44」                                                                                             |
| 963-45     | 三春郵便局     | 移郵便局       | 田村市                       | 1995年まで「979-45」                                                                                             |
| 963-46     | 三春郵便局     | 常葉郵便局     | 田村市                       | 1995年まで「979-46」                                                                                             |
| 963-47     | 三春郵便局     | 都路郵便局     | 田村市                       | 1995年まで「979-47」                                                                                             |
| 963-51     | 石川郵便局     | 矢祭郵便局     | 東白川郡矢祭町               | 1995年まで「979-51」 2004年まで東舘郵便局                                                                        |
| 963-52     | 石川郵便局     | 矢祭郵便局     | 東白川郡矢祭町               | 1995年まで「979-52」 2004年まで石井郵便局の担当 （塙町内地域は「963-54」へ番号変更・塙郵便局へ移管）             |
| 963-53     | 石川郵便局     | 高城郵便局     | 東白川郡塙町、矢祭町         | 1995年まで「979-53」                                                                                             |
| 963-54     | 石川郵便局     | 塙郵便局       | 東白川郡塙町                 | 1995年まで「979-54」 2004年まで一部区域は石井郵便局の担当                                                        |
| 963-55     | 石川郵便局     | 塙郵便局       | 東白川郡塙町、鮫川村         | 1995年まで「979-55」 2023年2月12日まで笹原郵便局の担当                                                           |
| 963-56     | 石川郵便局     | 棚倉郵便局     | 東白川郡棚倉町               | 1995年まで「979-56」 2005年まで近津郵便局の担当                                                                  |
| 963-61     | 石川郵便局     | 棚倉郵便局     | 東白川郡棚倉町               | 1995年まで「979-61」                                                                                             |
| 963-62     | 石川郵便局     | 浅川郵便局     | 石川郡浅川町                 | 1995年まで「979-62」                                                                                             |
| 963-63     | 須賀川郵便局   | 須賀川郵便局   | 石川郡玉川村                 | 1995年まで「979-63」 2007年まで玉川郵便局の担当                                                                  |
| 963-77     | 三春郵便局     | 三春郵便局     | 田村郡三春町                 | 1995年まで「977」                                                                                                |
| 963-78     | 石川郵便局     | 石川郵便局     | 石川郡石川町                 | 1995年まで「978」                                                                                                |
| 963-81     | 石川郵便局     | 蓬田郵便局     | 石川郡平田村                 | 1995年まで「978-01」 2007年まで小平郵便局の担当                                                                  |
| 963-82     | 石川郵便局     | 蓬田郵便局     | 石川郡平田村                 | 1995年まで「978-02」                                                                                             |
| 963-83     | 石川郵便局     | 古殿郵便局     | 石川郡古殿町                 | 1995年まで「978-03」                                                                                             |
| 963-84     | 石川郵便局     | 鮫川郵便局     | 東白川郡鮫川村               | 1995年まで「978-04」                                                                                             |
| 964        | 二本松郵便局   | 二本松郵便局   | 二本松市、安達郡大玉村       | |
| 964-01     | 二本松郵便局   | 二本松郵便局   | 二本松市                     | 2004年まで太田郵便局の担当                                                                                       |
| 964-02     | 二本松郵便局   | 二本松郵便局   | 二本松市                     | 2006年まで東和郵便局の担当                                                                                       |
| 964-03     | 二本松郵便局   | 岩代郵便局     | 二本松市                     | |
| 964-04     | 二本松郵便局   | 岩代郵便局     | 二本松市                     | 2006年まで百目木郵便局の担当                                                                                     |
| 965        | 会津若松郵便局 | 会津若松郵便局 | 会津若松市                   | |
| 965-01     | 会津若松郵便局 | 会津若松郵便局 | 会津若松市                   | 2019年3月3日まで北会津郵便局の担当                                                                               |
| 965-02     | 会津若松郵便局 | 原郵便局       | 会津若松市                   | |
| 966        | 喜多方郵便局   | 喜多方郵便局   | 喜多方市                     | 1989年まで一部区域は熊倉郵便局の担当                                                                             |
| 966-01     | 喜多方郵便局   | 喜多方郵便局   | 喜多方市                     | 2016年まで熱塩加納郵便局の担当                                                                                   |
| 966-04     | 喜多方郵便局   | 北塩原郵便局   | 耶麻郡北塩原村               | 1989年まで一部区域は熊倉郵便局の担当                                                                             |
| 966-05     | 喜多方郵便局   | 北塩原郵便局   | 耶麻郡北塩原村               | 2007年まで檜原郵便局の担当                                                                                       |
| 967        | 田島郵便局     | 田島郵便局     | 南会津郡南会津町             | 1986年まで一部区域は静川郵便局・荒海郵便局の担当                                                                 |
| 967-03     | 田島郵便局     | 舘岩郵便局     | 南会津郡南会津町             | |
| 967-05     | 田島郵便局     | 伊南郵便局     | 南会津郡南会津町、檜枝岐村   | 1985年まで一部区域は会津大川郵便局の担当                                                                         |
| 967-06     | 田島郵便局     | 山口郵便局     | 南会津郡南会津町             | |
| 968        | 会津若松郵便局 | 川口郵便局     | 大沼郡金山町                 | |
| 968-01     | 会津若松郵便局 | 喰丸郵便局     | 大沼郡昭和村                 | 2004年まで野尻郵便局の担当                                                                                       |
| 968-02     | 会津若松郵便局 | 喰丸郵便局     | 大沼郡昭和村                 | |
| 968-03     | 会津若松郵便局 | 川口郵便局     | 大沼郡金山町                 | 2007年まで横田郵便局の担当                                                                                       |
| 968-04     | 会津若松郵便局 | 只見郵便局     | 南会津郡只見町               | 1990年まで一部区域は黒谷郵便局の担当                                                                             |
| 968-06     | 会津若松郵便局 | 明和郵便局     | 南会津郡只見町               | |
| 969        | 郡山東郵便局   |                | 福島県全域                   | 地域区分専門郵便局                                                                                               |
| 969-01     | 白河郵便局     | 泉崎郵便局     | 西白河郡泉崎村               | |
| 969-02     | 白河郵便局     | 矢吹郵便局     | 西白河郡矢吹町               | |
| 969-03     | 白河郵便局     | 白河郵便局     | 白河市                       | 2024年2月18日まで大信郵便局の担当                                                                                |
| 969-04     | 須賀川郵便局   | 須賀川郵便局   | 岩瀬郡鏡石町                 | 2007年まで鏡石郵便局の担当                                                                                       |
| 969-11     | 郡山郵便局     | 本宮郵便局     | 本宮市                       | |
| 969-12     | 郡山郵便局     | 本宮郵便局     | 本宮市                       | 2016年まで白沢郵便局の担当                                                                                       |
| 969-13     | 郡山郵便局     | 本宮郵便局     | 安達郡大玉村                 | 2016年まで大玉郵便局の担当                                                                                       |
| 969-14     | 二本松郵便局   | 二本松郵便局   | 二本松市                     | 2006年まで安達郵便局の担当                                                                                       |
| 969-15     | 二本松郵便局   | 二本松郵便局   | 二本松市                     | 2006年まで上川崎郵便局の担当                                                                                     |
| 969-16     | 福島東郵便局   | 福島東郵便局   | 伊達郡桑折町                 | 2018年3月4日まで桑折郵便局の担当                                                                                 |
| 969-17     | 福島東郵便局   | 国見郵便局     | 伊達郡国見町                 | |
| 969-22     | 郡山郵便局     | 猪苗代郵便局   | 耶麻郡猪苗代町               | 2002年まで月輪郵便局の担当                                                                                       |
| 969-26     | 郡山郵便局     | 猪苗代郵便局   | 耶麻郡猪苗代町               | 2002年まで川桁郵便局の担当                                                                                       |
| 969-27     | 郡山郵便局     | 猪苗代郵便局   | 耶麻郡北塩原村、猪苗代町     | 2007年まで吾妻郵便局の担当                                                                                       |
| 969-31     | 郡山郵便局     | 猪苗代郵便局   | 耶麻郡猪苗代町               | |
| 969-32     | 郡山郵便局     | 猪苗代郵便局   | 耶麻郡猪苗代町               | 2002年まで翁島郵便局（現・野口英世の里郵便局）の担当                                                             |
| 969-33     | 郡山郵便局     | 猪苗代郵便局   | 耶麻郡磐梯町                 | 2007年まで磐梯郵便局の担当                                                                                       |
| 969-34     | 会津若松郵便局 | 広田郵便局     | 会津若松市                   | |
| 969-35     | 喜多方郵便局   | 塩川郵便局     | 喜多方市、河沼郡湯川村       | |
| 969-41     | 喜多方郵便局   | 山都郵便局     | 喜多方市                     | 1991年まで一部区域は相川郵便局の担当                                                                             |
| 969-43     | 喜多方郵便局   | 山都郵便局     | 喜多方市                     | 1986年まで一部区域は片門郵便局の担当 2025年まで会津高郷郵便局の担当                                              |
| 969-44     | 会津若松郵便局 | 野沢郵便局     | 耶麻郡西会津町               | |
| 969-45     | 会津若松郵便局 | 野沢郵便局     | 耶麻郡西会津町               | 2003年まで群岡郵便局の担当                                                                                       |
| 969-46     | 会津若松郵便局 | 野沢郵便局     | 耶麻郡西会津町               | 2003年まで笹川郵便局の担当                                                                                       |
| 969-47     | 会津若松郵便局 | 野沢郵便局     | 耶麻郡西会津町               | 2007年まで奥川郵便局の担当                                                                                       |
| 969-51     | 会津若松郵便局 | 会津若松郵便局 | 会津若松市                   | 2019年3月3日まで上三寄郵便局の担当                                                                               |
| 969-52     | 田島郵便局     | 江川郵便局     | 南会津郡下郷町               | |
| 969-53     | 田島郵便局     | 楢原郵便局     | 南会津郡下郷町               | |
| 969-60     | 会津若松郵便局 | 会津本郷郵便局 | 会津若松市、大沼郡会津美里町 | 2005年に「969-61」より分割                                                                                       |
| 969-61     | 会津若松郵便局 | 会津本郷郵便局 | 会津若松市、大沼郡会津美里町 | |
| 969-62     | 会津若松郵便局 | 会津高田郵便局 | 大沼郡会津美里町             | 1985年まで一部区域は西本郵便局（現・西本簡易郵便局）の担当                                                       |
| 969-63     | 会津若松郵便局 | 会津本郷郵便局 | 大沼郡会津美里町             | 2005年に「969-61」より分割                                                                                       |
| 969-64     | 会津若松郵便局 | 新鶴郵便局     | 大沼郡会津美里町             | |
| 969-65     | 会津若松郵便局 | 坂下郵便局     | 河沼郡会津坂下町             | 1986年まで一部区域は片門郵便局の担当                                                                             |
| 969-72     | 会津若松郵便局 | 柳津郵便局     | 河沼郡柳津町                 | |
| 969-73     | 会津若松郵便局 | 会津西山郵便局 | 河沼郡柳津町                 | |
| 969-74     | 会津若松郵便局 | 宮下郵便局     | 大沼郡三島町                 | 2004年まで西方郵便局の担当                                                                                       |
| 969-75     | 会津若松郵便局 | 宮下郵便局     | 大沼郡三島町                 | |
| 970        | いわき郵便局   | いわき郵便局   | いわき市                     | 1992年2月23日まで平郵便局                                                                                        |
| 970-01     | いわき郵便局   | いわき郵便局   | いわき市                     | 2002年3月24日まで草野郵便局の担当                                                                                |
| 970-02     | いわき郵便局   | いわき郵便局   | いわき市                     | 2007年3月4日まで豊間郵便局（現：中央台東郵便局）の担当 2022年5月10日に開局した豊間郵便局とは別                   |
| 970-03     | 小名浜郵便局   | 小名浜郵便局   | いわき市                     | 2020年3月1日まで江名郵便局の担当                                                                                 |
| 970-11     | いわき郵便局   | いわき郵便局   | いわき市                     | 2004年6月20日まで好間郵便局の担当                                                                                |
| 970-12     | いわき郵便局   | いわき郵便局   | いわき市                     | 2017年3月5日まで合戸郵便局の担当                                                                                 |
| 970-13     | いわき郵便局   | 三阪郵便局     | いわき市                     | |
| 971        | 小名浜郵便局   | 小名浜郵便局   | いわき市                     | 1996年4月7日まで一部区域は泉郵便局の担当                                                                         |
| 972        | いわき郵便局   | いわき郵便局   | いわき市                     | 2004年6月20日まで常磐郵便局の担当                                                                                |
| 972-01     | いわき郵便局   | 上遠野郵便局   | いわき市                     | |
| 972-02     | いわき郵便局   | 上遠野郵便局   | いわき市                     | 2003年3月2日まで入遠野郵便局の担当                                                                               |
| 973        | いわき郵便局   | いわき郵便局   | いわき市                     | 2004年6月20日まで内郷郵便局の担当                                                                                |
| 974        | 植田郵便局     | 植田郵便局     | いわき市                     | |
| 974-01     | いわき郵便局   | 上遠野郵便局   | いわき市                     | 2020年3月1日まで田人郵便局の担当                                                                                 |
| 974-02     | いわき郵便局   | 上遠野郵便局   | いわき市                     | 2004年2月29日まで荷路夫郵便局（2005年6月30日廃局）の担当 2020年3月1日まで田人郵便局の担当                        |
| 975        | 原町郵便局     | 原町郵便局     | 南相馬市                     | 1989年まで一部区域は信田沢郵便局・磐城太田郵便局の担当                                                           |
| 976        | 相馬郵便局     | 相馬郵便局     | 相馬市                       | |
| 976-01     | 相馬郵便局     | 相馬郵便局     | 相馬市                       | 2007年まで山上郵便局の担当                                                                                       |
| 979-01     | 植田郵便局     | 植田郵便局     | いわき市                     | 2025年まで勿来郵便局の担当                                                                                       |
| 979-02     | いわき郵便局   | 四倉郵便局     | いわき市                     | |
| 979-03     | いわき郵便局   | 四倉郵便局     | いわき市                     | 1997年4月6日まで久ノ浜郵便局の担当                                                                               |
| 979-04     | いわき郵便局   | 四倉郵便局     | 双葉郡広野町                 | 2006年まで広野郵便局の担当                                                                                       |
| 979-05     | いわき郵便局   | 楢葉郵便局     | 双葉郡楢葉町                 | 2022年10月16日まで木戸集配分室の担当                                                                             |
| 979-06     | いわき郵便局   | 楢葉郵便局     | 双葉郡楢葉町、富岡町         | 2022年10月16日まで楢葉集配分室の担当                                                                             |
| 979-11     | いわき郵便局   | 富岡郵便局     | 双葉郡富岡町                 | |
| 979-12     | いわき郵便局   | 川内郵便局     | 双葉郡川内村                 | |
| 979-13     | いわき郵便局   | 富岡郵便局     | 双葉郡大熊町                 | 2022年10月16日まで大熊集配分室の担当                                                                             |
| 979-14     | 原町郵便局     | 浪江郵便局     | 双葉郡双葉町                 | 2006年まで双葉郵便局の担当                                                                                       |
| 979-15     | 原町郵便局     | 浪江郵便局     | 双葉郡浪江町                 | |
| 979-16     | 三春郵便局     | 葛尾集配分室   | 双葉郡葛尾村                 | |
| 979-17     | 原町郵便局     | 津島集配分室   | 双葉郡浪江町                 | |
| 979-21     | 原町郵便局     | 小高郵便局     | 南相馬市                     | |
| 979-23     | 原町郵便局     | 鹿島郵便局     | 南相馬市                     | |
| 979-24     | 原町郵便局     | 上真野郵便局   | 南相馬市                     | |
| 979-25     | 相馬郵便局     | 相馬郵便局     | 相馬市                       | 2018年3月4日まで日立木郵便局の担当                                                                               |
| 979-26     | 相馬郵便局     | 新地郵便局     | 相馬郡新地町                 | 2004年まで駒ヶ嶺郵便局の担当                                                                                     |
| 979-27     | 相馬郵便局     | 新地郵便局     | 相馬郡新地町                 | |
| 979-31     | いわき郵便局   | 小川郵便局     | いわき市                     | |
| 979-32     | いわき郵便局   | 小川郵便局     | いわき市                     | 2007年まで川前郵便局の担当                                                                                       |

### 地域番号98（宮城県）
| 郵便区番号 | 管轄局         | 集配局         | 担当区域（一部または全域）                       | 備考                                                                                                  |
| ---------- | -------------- | -------------- | ------------------------------------------------ | --- |
| 980        | 仙台中央郵便局 | 仙台中央郵便局 | 仙台市青葉区                                     | |
| 981        | 仙台北郵便局   | 仙台北郵便局   | 仙台市青葉区、泉区                               | 1988年まで仙台中央郵便局・泉郵便局・仙台東郵便局の担当                                                |
| 981-01     | 仙台東郵便局   | 利府郵便局     | 宮城郡利府町                                     | |
| 981-02     | 仙台東郵便局   | 松島郵便局     | 宮城郡松島町                                     | |
| 981-03     | 石巻郵便局     | 鳴瀬郵便局     | 東松島市                                         | |
| 981-04     | 石巻郵便局     | 鳴瀬郵便局     | 東松島市                                         | 2011年までは野蒜郵便局の担当                                                                          |
| 981-05     | 石巻郵便局     | 矢本郵便局     | 東松島市                                         | |
| 981-11     | 新仙台郵便局   | 新仙台郵便局   | 仙台市太白区                                     | 2002年まで仙台中田郵便局の担当                                                                        |
| 981-12     | 名取郵便局     | 名取郵便局     | 名取市                                           | 1986年まで一部区域は閖上郵便局の担当                                                                  |
| 981-15     | 角田郵便局     | 角田郵便局     | 角田市                                           | 1984年まで一部区域は桜郵便局・磐城東根郵便局・藤尾郵便局・西根郵便局の担当                            |
| 981-21     | 角田郵便局     | 丸森郵便局     | 伊具郡丸森町                                     | |
| 981-22     | 角田郵便局     | 丸森郵便局     | 伊具郡丸森町                                     | 2007年まで筆甫郵便局の担当                                                                            |
| 981-23     | 角田郵便局     | 丸森郵便局     | 伊具郡丸森町                                     | 2007年まで大張郵便局の担当                                                                            |
| 981-24     | 角田郵便局     | 丸森郵便局     | 伊具郡丸森町                                     | 2004年まで金山本郷郵便局の担当                                                                        |
| 981-25     | 角田郵便局     | 丸森郵便局     | 伊具郡丸森町                                     | 2007年まで大内郵便局の担当                                                                            |
| 981-31     | 泉郵便局       | 泉郵便局       | 仙台市泉区                                       | |
| 981-32     | 泉西郵便局     | 泉西郵便局     | 仙台市泉区、黒川郡大和町                         | 1992年まで一部区域は泉郵便局の担当                                                                    |
| 981-33     | 新仙台郵便局   | 富谷郵便局     | 富谷市                                           | |
| 981-34     | 新仙台郵便局   | 吉岡郵便局     | 黒川郡大和町                                     | 2017年まで鶴巣郵便局の担当                                                                            |
| 981-35     | 仙台東郵便局   | 大郷郵便局     | 黒川郡大郷町                                     | |
| 981-36     | 新仙台郵便局   | 吉岡郵便局     | 黒川郡大衡村、大和町                             | |
| 981-41     | 古川郵便局     | 中新田郵便局   | 加美郡色麻町                                     | 2007年まで色麻郵便局の担当                                                                            |
| 981-42     | 古川郵便局     | 中新田郵便局   | 加美郡加美町                                     | |
| 981-43     | 古川郵便局     | 小野田郵便局   | 加美郡加美町                                     | |
| 981-44     | 古川郵便局     | 宮崎郵便局     | 加美郡加美町                                     | |
| 982        | 新仙台郵便局   | 新仙台郵便局   | 仙台市太白区                                     | 2002年まで仙台南郵便局の担当                                                                          |
| 982-02     | 新仙台郵便局   | 新仙台郵便局   | 仙台市太白区                                     | 2002年まで仙台生出郵便局の担当                                                                        |
| 983        | 仙台東郵便局   | 仙台東郵便局   | 仙台市宮城野区                                   | |
| 984        | 若林郵便局     | 若林郵便局     | 仙台市若林区                                     | 1995年まで仙台中央郵便局・仙台南郵便局・仙台今泉郵便局・仙台東郵便局の担当                            |
| 985        | 塩釜郵便局     | 塩釜郵便局     | 塩竈市、宮城郡七ヶ浜町、多賀城市、仙台市宮城野区 | |
| 985-01     | 仙台東郵便局   | 浦戸郵便局     | 塩竈市                                           | |
| 986        | 石巻郵便局     | 石巻郵便局     | 石巻市                                           | |
| 986-01     | 石巻郵便局     | 河北郵便局     | 石巻市                                           | 1991年まで一部区域は大川郵便局の担当                                                                  |
| 986-02     | 石巻郵便局     | 河北郵便局     | 石巻市                                           | 2007年まで北上郵便局の担当                                                                            |
| 986-03     | 石巻郵便局     | 桃生郵便局     | 石巻市                                           | |
| 986-04     | 佐沼郵便局     | 津山郵便局     | 登米市                                           | 1989年まで一部区域は横山郵便局の担当                                                                  |
| 986-07     | 石巻郵便局     | 志津川郵便局   | 本吉郡南三陸町                                   | 1990年まで一部区域は戸倉郵便局の担当                                                                  |
| 986-11     | 石巻郵便局     | 石巻郵便局     | 石巻市                                           | 2016年まで鹿又郵便局の担当                                                                            |
| 986-13     | 石巻郵便局     | 河北郵便局     | 石巻市                                           | 2011年3月11日まで石巻支店雄勝集配センター（現・雄勝郵便局）の担当、被災後は雄勝局は無集配局として再開 |
| 986-21     | 石巻郵便局     | 渡波郵便局     | 石巻市                                           | |
| 986-22     | 石巻郵便局     | 女川郵便局     | 牡鹿郡女川町                                     | |
| 986-23     | 石巻郵便局     | 大原浜郵便局   | 石巻市                                           | 2022年11月6日まで荻浜集配分室の担当                                                                   |
| 986-24     | 石巻郵便局     | 大原浜郵便局   | 石巻市                                           | 2022年11月6日まで大原浜集配分室の担当                                                                 |
| 986-25     | 石巻郵便局     | 大原浜郵便局   | 石巻市                                           | 2022年11月6日まで鮎川集配分室の担当                                                                   |
| 987        | 古川郵便局     | 小牛田郵便局   | 遠田郡美里町                                     | |
| 987-01     | 古川郵便局     | 涌谷郵便局     | 遠田郡涌谷町                                     | |
| 987-02     | 古川郵便局     | 涌谷郵便局     | 遠田郡涌谷町                                     | 2004年まで小里郵便局の担当                                                                            |
| 987-03     | 佐沼郵便局     | 米山郵便局     | 登米市                                           | |
| 987-04     | 佐沼郵便局     | 南方郵便局     | 登米市                                           | |
| 987-05     | 佐沼郵便局     | 佐沼郵便局     | 登米市                                           | |
| 987-06     | 佐沼郵便局     | 石森郵便局     | 登米市                                           | |
| 987-07     | 佐沼郵便局     | 登米郵便局     | 登米市                                           | 1996年まで一部区域は米谷郵便局の担当                                                                  |
| 987-09     | 佐沼郵便局     | 米川郵便局     | 登米市                                           | 1996年まで一部区域は米谷郵便局の担当                                                                  |
| 987-11     | 石巻郵便局     | 石巻郵便局     | 石巻市                                           | 2018年まで河南郵便局の担当                                                                            |
| 987-12     | 石巻郵便局     | 石巻郵便局     | 石巻市                                           | 2018年まで広淵郵便局の担当                                                                            |
| 987-13     | 古川郵便局     | 鹿島台郵便局   | 大崎市                                           | 2007年まで松山郵便局の担当                                                                            |
| 987-20     | 築館郵便局     | 高清水郵便局   | 栗原市                                           | 2005年に「987-21」より分割                                                                            |
| 987-21     | 築館郵便局     | 高清水郵便局   | 栗原市                                           | |
| 987-22     | 築館郵便局     | 築館郵便局     | 栗原市                                           | |
| 987-23     | 築館郵便局     | 一迫郵便局     | 栗原市                                           | 1987年まで一部区域は金田郵便局の担当                                                                  |
| 987-25     | 築館郵便局     | 花山郵便局     | 栗原市                                           | |
| 988        | 気仙沼郵便局   | 気仙沼郵便局   | 気仙沼市                                         | |
| 988-01     | 気仙沼郵便局   | 気仙沼郵便局   | 気仙沼市                                         | 2007年まで松岩郵便局の担当                                                                            |
| 988-02     | 気仙沼郵便局   | 気仙沼郵便局   | 気仙沼市                                         | 2017年まで大谷郵便局の担当                                                                            |
| 988-03     | 気仙沼郵便局   | 津谷郵便局     | 気仙沼市                                         | |
| 988-04     | 石巻郵便局     | 志津川郵便局   | 本吉郡南三陸町                                   | 2007年まで歌津郵便局の担当                                                                            |
| 988-05     | 気仙沼郵便局   | 気仙沼郵便局   | 気仙沼市                                         | 2007年まで唐桑郵便局の担当                                                                            |
| 988-06     | 気仙沼郵便局   | 気仙沼郵便局   | 気仙沼市                                         | 2007年まで大島郵便局の担当                                                                            |
| 989-01     | 白石郵便局     | 白石郵便局     | 白石市                                           | 2006年まで越河郵便局の担当                                                                            |
| 989-02     | 白石郵便局     | 白石郵便局     | 白石市                                           | 1988年まで一部区域は大鷹沢郵便局・小原郵便局の担当                                                    |
| 989-05     | 白石郵便局     | 七ヶ宿郵便局   | 刈田郡七ヶ宿町                                   | |
| 989-06     | 白石郵便局     | 七ヶ宿郵便局   | 刈田郡七ヶ宿町                                   | 2016年まで湯原郵便局（現：湯原簡易郵便局）の担当                                                      |
| 989-07     | 白石郵便局     | 宮郵便局       | 刈田郡蔵王町、白石市                             | |
| 989-08     | 白石郵便局     | 円田郵便局     | 刈田郡蔵王町                                     | |
| 989-09     | 白石郵便局     | 遠刈田郵便局   | 柴田郡川崎町、刈田郡蔵王町                       | |
| 989-11     | 白石郵便局     | 白石郵便局     | 白石市                                           | 2006年まで北白川郵便局の担当                                                                          |
| 989-12     | 大河原郵便局   | 大河原郵便局   | 柴田郡大河原町                                   | |
| 989-13     | 大河原郵便局   | 大河原郵便局   | 柴田郡村田町                                     | 2006年まで村田郵便局の担当                                                                            |
| 989-15     | 大河原郵便局   | 川崎郵便局     | 柴田郡川崎町、村田町                             | 1991年まで一部区域は支倉郵便局の担当                                                                  |
| 989-16     | 大河原郵便局   | 柴田郵便局     | 柴田郡柴田町                                     | |
| 989-17     | 大河原郵便局   | 槻木郵便局     | 柴田郡柴田町                                     | |
| 989-21     | 岩沼郵便局     | 坂元郵便局     | 亘理郡山元町                                     | |
| 989-22     | 岩沼郵便局     | 山元郵便局     | 亘理郡山元町                                     | |
| 989-23     | 岩沼郵便局     | 亘理郵便局     | 亘理郡亘理町                                     | |
| 989-24     | 岩沼郵便局     | 岩沼郵便局     | 岩沼市、名取市                                   | |
| 989-31     | 新仙台郵便局   | 愛子郵便局     | 仙台市青葉区                                     | 2025年まで一部区域は新仙台郵便局の担当                                                                |
| 989-32     | 仙台北郵便局   | 仙台北郵便局   | 仙台市青葉区                                     | 989-3201〜07のみ。                                                                                    |
| 989-32     | 新仙台郵便局   | 大沢郵便局     | 仙台市青葉区                                     | 989-3211〜16のみ。                                                                                    |
| 989-34     | 新仙台郵便局   | 愛子郵便局     | 仙台市青葉区                                     | 2007年まで作並郵便局（現：作並簡易郵便局）の担当                                                      |
| 989-41     | 古川郵便局     | 鹿島台郵便局   | 大崎市                                           | |
| 989-42     | 古川郵便局     | 小牛田郵便局   | 遠田郡美里町                                     | 2015年まで南郷郵便局の担当                                                                            |
| 989-43     | 古川郵便局     | 田尻郵便局     | 大崎市                                           | |
| 989-44     | 古川郵便局     | 田尻郵便局     | 大崎市                                           | 2007年まで本田尻郵便局の担当                                                                          |
| 989-45     | 築館郵便局     | 高清水郵便局   | 栗原市                                           | 2007年まで瀬峰郵便局の担当                                                                            |
| 989-46     | 佐沼郵便局     | 新田郵便局     | 登米市                                           | |
| 989-47     | 佐沼郵便局     | 石越郵便局     | 登米市                                           | |
| 989-48     | 築館郵便局     | 金成郵便局     | 栗原市                                           | 2003年まで有壁郵便局の担当                                                                            |
| 989-51     | 築館郵便局     | 金成郵便局     | 栗原市                                           | 1985年まで一部区域は沢辺郵便局の担当                                                                  |
| 989-53     | 築館郵便局     | 栗駒郵便局     | 栗原市                                           | |
| 989-54     | 築館郵便局     | 鴬沢郵便局     | 栗原市                                           | |
| 989-55     | 築館郵便局     | 若柳郵便局     | 栗原市                                           | 1985年まで一部区域は沢辺郵便局の担当                                                                  |
| 989-56     | 築館郵便局     | 志波姫郵便局   | 栗原市                                           | |
| 989-61     | 古川郵便局     | 古川郵便局     | 大崎市                                           | |
| 989-62     | 古川郵便局     | 古川郵便局     | 大崎市                                           | （荒谷地域）1982年まで荒谷郵便局の担当（「989-61」へ変更） 1998年に「989-61」より分割                 |
| 989-63     | 古川郵便局     | 三本木郵便局   | 大崎市                                           | |
| 989-64     | 古川郵便局     | 岩出山郵便局   | 大崎市                                           | 1990年まで一部区域は真山郵便局・池月郵便局の担当                                                      |
| 989-67     | 古川郵便局     | 川渡郵便局     | 大崎市、栗原市                                   | |
| 989-68     | 古川郵便局     | 鳴子郵便局     | 大崎市                                           | |
| 989-69     | 古川郵便局     | 鬼首郵便局     | 大崎市                                           | |

### 地域番号99（山形県）
| 郵便区番号 | 管轄局         | 集配局           | 担当区域（一部または全域） | 備考 |
| ---------- | -------------- | ---------------- | -------------------------- | --- |
| 990        | 山形中央郵便局 | 山形中央郵便局   | 山形市                     | |
| 990-03     | 山形南郵便局   | 山辺郵便局       | 東村山郡山辺町             | 1997年まで一部区域は村木沢郵便局の担当                                                                  |
| 990-04     | 山形南郵便局   | 長崎郵便局       | 東村山郡中山町             | |
| 990-05     | 寒河江郵便局   | 寒河江郵便局     | 寒河江市                   | 2007年まで高松郵便局の担当                                                                              |
| 990-07     | 寒河江郵便局   | 西川郵便局       | 西村山郡西川町             | 1990年まで一部区域は羽前西山郵便局・本道寺郵便局（現・本道寺簡易郵便局）の担当                          |
| 990-11     | 寒河江郵便局   | 左沢郵便局       | 西村山郡大江町             | |
| 990-12     | 寒河江郵便局   | 左沢郵便局       | 西村山郡大江町             | 2015年まで貫見郵便局の担当                                                                              |
| 990-13     | 寒河江郵便局   | 宮宿郵便局       | 西村山郡朝日町             | 2018年まで大谷郵便局の担当                                                                              |
| 990-14     | 寒河江郵便局   | 宮宿郵便局       | 西村山郡朝日町             | |
| 990-15     | 寒河江郵便局   | 宮宿郵便局       | 西村山郡朝日町             | 2007年まで西五百川郵便局の担当                                                                          |
| 990-21     | 山形中央郵便局 | 山形中央郵便局   | 山形市                     | 2006年まで出羽郵便局の担当                                                                              |
| 990-22     | 山形中央郵便局 | 山形中央郵便局   | 山形市                     | 2006年まで楯山郵便局の担当                                                                              |
| 990-23     | 山形南郵便局   | 山形南郵便局     | 山形市                     | （金井・柏倉・村木沢地域）1997年まで金井郵便局・柏倉郵便局・村木沢郵便局の担当                          |
| 990-24     | 山形南郵便局   | 山形南郵便局     | 山形市                     | |
| 990-95     | 山形南郵便局   | 山形南郵便局     | 山形市                     | |
| 990-96     | 山形南郵便局   | 山形南郵便局     | 山形市                     | |
| 990-97     | 山形南郵便局   | 山形南郵便局     | 山形市                     | |
| 991        | 寒河江郵便局   | 寒河江郵便局     | 寒河江市、西村山郡大江町   | |
| 992        | 米沢郵便局     | 米沢郵便局       | 米沢市                     | |
| 992-01     | 米沢郵便局     | 米沢郵便局       | 米沢市                     | 2007年まで上郷郵便局の担当                                                                              |
| 992-02     | 米沢郵便局     | 高畠郵便局       | 東置賜郡高畠町             | 2004年まで中和田郵便局の担当                                                                            |
| 992-03     | 米沢郵便局     | 高畠郵便局       | 東置賜郡高畠町             | |
| 992-04     | 山形南郵便局   | 宮内郵便局       | 南陽市                     | |
| 992-05     | 山形南郵便局   | 宮内郵便局       | 南陽市                     | 2007年まで荻郵便局の担当                                                                                |
| 992-06     | 米沢郵便局     | 小松郵便局       | 東置賜郡川西町             | 2003年まで大塚郵便局の担当                                                                              |
| 992-07     | 長井郵便局     | 荒砥郵便局       | 西置賜郡白鷹町             | 2007年まで鮎貝郵便局の担当                                                                              |
| 992-08     | 長井郵便局     | 荒砥郵便局       | 西置賜郡白鷹町             | |
| 992-11     | 米沢郵便局     | 米沢郵便局       | 米沢市                     | 2025年まで万世郵便局の担当                                                                              |
| 992-12     | 米沢郵便局     | 米沢郵便局       | 米沢市                     | 2025年まで関根郵便局の担当                                                                              |
| 992-13     | 米沢郵便局     | 米沢郵便局       | 米沢市                     | 2004年まで板谷郵便局の担当 2025年まで万世郵便局の担当                                                   |
| 992-14     | 米沢郵便局     | 米沢郵便局       | 米沢市                     | 2025年まで南原郵便局の担当                                                                              |
| 992-15     | 米沢郵便局     | 米沢郵便局       | 米沢市                     | 2007年まで口田沢郵便局の担当                                                                            |
| 993        | 長井郵便局     | 長井郵便局       | 長井市                     | 1982年まで一部区域は羽前西根郵便局の担当 1991年まで一部区域は豊田郵便局の担当                           |
| 994        | 天童郵便局     | 天童郵便局       | 天童市                     | |
| 994-01     | 天童郵便局     | 天童郵便局       | 天童市                     | 2017年まで山口郵便局の担当                                                                              |
| 995        | 東根郵便局     | 村山郵便局       | 村山市                     | |
| 995-01     | 東根郵便局     | 村山大久保郵便局 | 村山市                     | |
| 995-02     | 東根郵便局     | 白鳥郵便局       | 村山市                     | |
| 996        | 新庄郵便局     | 新庄郵便局       | 新庄市                     | |
| 996-01     | 新庄郵便局     | 新庄郵便局       | 新庄市                     | 2018年まで本合海郵便局の担当                                                                            |
| 996-02     | 新庄郵便局     | 清水郵便局       | 最上郡大蔵村               | |
| 996-03     | 新庄郵便局     | 肘折郵便局       | 最上郡大蔵村               | |
| 997        | 鶴岡郵便局     | 鶴岡郵便局       | 鶴岡市                     | |
| 997-01     | 鶴岡郵便局     | 羽黒郵便局       | 鶴岡市                     | |
| 997-02     | 鶴岡郵便局     | 羽黒郵便局       | 鶴岡市                     | 2002年まで手向郵便局の担当                                                                              |
| 997-03     | 鶴岡郵便局     | 鶴岡郵便局       | 鶴岡市                     | 2007年まで山添郵便局の担当                                                                              |
| 997-04     | 鶴岡郵便局     | 朝日郵便局       | 鶴岡市                     | |
| 997-05     | 鶴岡郵便局     | 朝日郵便局       | 鶴岡市                     | 2007年まで大網郵便局の担当                                                                              |
| 997-06     | 鶴岡郵便局     | 朝日郵便局       | 鶴岡市                     | 2007年まで大泉郵便局の担当                                                                              |
| 997-07     | 鶴岡郵便局     | 鶴岡郵便局       | 鶴岡市                     | 2007年まで湯田川郵便局の担当                                                                            |
| 997-11     | 鶴岡郵便局     | 大山郵便局       | 鶴岡市                     | |
| 997-12     | 鶴岡郵便局     | 大山郵便局       | 鶴岡市                     | 2004年まで加茂郵便局の担当                                                                              |
| 997-13     | 鶴岡郵便局     | 鶴岡郵便局       | 東田川郡三川町             | 2017年まで三川郵便局の担当                                                                              |
| 998        | 酒田郵便局     | 酒田郵便局       | 酒田市                     | |
| 998-01     | 酒田郵便局     | 酒田郵便局       | 酒田市                     | 2017年まで袖浦郵便局の担当                                                                              |
| 998-02     | 酒田郵便局     | 酒田郵便局       | 酒田市                     | 2024年3月31日まで飛島郵便局の担当                                                                       |
| 999-01     | 米沢郵便局     | 小松郵便局       | 東置賜郡川西町             | |
| 999-02     | 米沢郵便局     | 小松郵便局       | 東置賜郡川西町             | 2003年まで吉島郵便局の担当                                                                              |
| 999-03     | 米沢郵便局     | 小松郵便局       | 東置賜郡川西町             | 2007年まで玉庭郵便局の担当                                                                              |
| 999-04     | 長井郵便局     | 手ノ子郵便局     | 西置賜郡飯豊町             | 2025年まで中津川郵便局の担当                                                                            |
| 999-06     | 長井郵便局     | 萩生郵便局       | 西置賜郡飯豊町             | 1991年まで一部区域は豊田郵便局の担当                                                                    |
| 999-11     | 長井郵便局     | 手ノ子郵便局     | 西置賜郡飯豊町             | |
| 999-12     | 長井郵便局     | 小国郵便局       | 西置賜郡小国町             | 2016年まで羽前津川郵便局の担当                                                                          |
| 999-13     | 長井郵便局     | 小国郵便局       | 西置賜郡小国町             | |
| 999-14     | 長井郵便局     | 小国郵便局       | 西置賜郡小国町             | 2016年まで舟渡郵便局の担当                                                                              |
| 999-15     | 長井郵便局     | 小国郵便局       | 西置賜郡小国町             | 2016年まで玉川郵便局の担当                                                                              |
| 999-21     | 米沢郵便局     | 高畠郵便局       | 東置賜郡高畠町             | 2004年まで糠野目郵便局の担当                                                                            |
| 999-22     | 山形南郵便局   | 南陽郵便局       | 南陽市                     | 1990年まで一部区域は中山郵便局の担当                                                                    |
| 999-31     | 上山郵便局     | 上山郵便局       | 上山市                     | 1997年まで一部区域は柏倉郵便局の担当                                                                    |
| 999-32     | 上山郵便局     | 上山郵便局       | 上山市                     | （楢下・中山地域）1990年まで楢下郵便局・中山郵便局の担当（「999-31」へ変更） 1998年に「999-31」より分割 |
| 999-33     | 山形中央郵便局 | 山形中央郵便局   | 山形市                     | 2006年まで山寺郵便局の担当                                                                              |
| 999-35     | 寒河江郵便局   | 河北郵便局       | 西村山郡河北町             | |
| 999-37     | 東根郵便局     | 東根郵便局       | 東根市                     | 1985年まで一部区域は神町郵便局・長瀞郵便局・東郷郵便局の担当                                            |
| 999-41     | 東根郵便局     | 大石田郵便局     | 北村山郡大石田町           | |
| 999-42     | 東根郵便局     | 尾花沢郵便局     | 尾花沢市                   | |
| 999-43     | 東根郵便局     | 玉野郵便局       | 尾花沢市                   | |
| 999-44     | 東根郵便局     | 玉野郵便局       | 尾花沢市                   | 2007年まで延沢郵便局の担当                                                                              |
| 999-45     | 東根郵便局     | 福原郵便局       | 尾花沢市、北村山郡大石田町 | |
| 999-46     | 新庄郵便局     | 舟形郵便局       | 最上郡舟形町               | |
| 999-51     | 新庄郵便局     | 新庄郵便局       | 新庄市                     | 2018年まで泉田郵便局の担当                                                                              |
| 999-52     | 新庄郵便局     | 真室川郵便局     | 最上郡鮭川村               | 2018年まで京塚郵便局の担当                                                                              |
| 999-53     | 新庄郵便局     | 真室川郵便局     | 最上郡真室川町             | |
| 999-54     | 新庄郵便局     | 金山郵便局       | 最上郡金山町               | |
| 999-55     | 新庄郵便局     | 真室川郵便局     | 最上郡真室川町             | 2004年まで安楽城郵便局の担当                                                                            |
| 999-56     | 新庄郵便局     | 真室川郵便局     | 最上郡真室川町             | 2007年まで及位郵便局の担当                                                                              |
| 999-61     | 新庄郵便局     | 最上郵便局       | 最上郡最上町               | |
| 999-62     | 新庄郵便局     | 最上郵便局       | 最上郡最上町               | 2007年まで瀬見郵便局の担当                                                                              |
| 999-63     | 新庄郵便局     | 古口郵便局       | 最上郡戸沢村               | 2003年まで戸沢郵便局の担当                                                                              |
| 999-64     | 新庄郵便局     | 古口郵便局       | 最上郡戸沢村               | |
| 999-66     | 酒田郵便局     | 狩川郵便局       | 東田川郡庄内町、鶴岡市     | 1992年まで一部区域は清川郵便局の担当                                                                    |
| 999-67     | 酒田郵便局     | 平田郵便局       | 酒田市                     | 1992年まで一部区域は飽海田沢郵便局の担当                                                                |
| 999-68     | 酒田郵便局     | 平田郵便局       | 最上郡戸沢村、酒田市       | 2019年3月3日まで松山郵便局の担当                                                                        |
| 999-71     | 鶴岡郵便局     | 温海郵便局       | 鶴岡市                     | 2018年まで鼠ヶ関郵便局の担当                                                                            |
| 999-72     | 鶴岡郵便局     | 温海郵便局       | 鶴岡市                     | |
| 999-73     | 鶴岡郵便局     | 温海郵便局       | 鶴岡市                     | 2007年まで木野俣郵便局の担当                                                                            |
| 999-74     | 鶴岡郵便局     | 大山郵便局       | 鶴岡市                     | 2019年3月3日まで三瀬郵便局の担当                                                                        |
| 999-75     | 鶴岡郵便局     | 鶴岡郵便局       | 鶴岡市                     | 2007年まで羽前水沢郵便局の担当                                                                          |
| 999-76     | 鶴岡郵便局     | 藤島郵便局       | 鶴岡市                     | |
| 999-77     | 酒田郵便局     | 余目郵便局       | 東田川郡庄内町、酒田市     | |
| 999-81     | 酒田郵便局     | 酒田郵便局       | 酒田市                     | 2006年まで本楯郵便局の担当                                                                              |
| 999-82     | 酒田郵便局     | 酒田郵便局       | 酒田市                     | 2006年まで八幡郵便局の担当                                                                              |
| 999-83     | 酒田郵便局     | 遊佐郵便局       | 飽海郡遊佐町               | |
| 999-84     | 酒田郵便局     | 遊佐郵便局       | 酒田市、飽海郡遊佐町       | 2007年まで藤崎郵便局の担当                                                                              |
| 999-85     | 酒田郵便局     | 遊佐郵便局       | 飽海郡遊佐町               | 2018年まで吹浦郵便局の担当                                                                              |

### 地域番号01（秋田県）
| 郵便区番号 | 管轄局         | 集配局         | 担当区域（一部または全域）     | 備考                                                                                    |
| ---------- | -------------- | -------------- | ------------------------------ | --------------------------------------------------------------------------------------- |
| 010        | 秋田中央郵便局 | 秋田中央郵便局 | 秋田市                         |                                                                                         |
| 010-01     | 秋田中央郵便局 | 追分郵便局     | 秋田市、潟上市                 |                                                                                         |
| 010-02     | 秋田中央郵便局 | 天王郵便局     | 潟上市                         |                                                                                         |
| 010-03     | 秋田中央郵便局 | 船越郵便局     | 男鹿市                         |                                                                                         |
| 010-04     | 秋田中央郵便局 | 若美郵便局     | 男鹿市、南秋田郡大潟村         |                                                                                         |
| 010-05     | 秋田中央郵便局 | 男鹿郵便局     | 男鹿市                         |                                                                                         |
| 010-06     | 秋田中央郵便局 | 北浦郵便局     | 男鹿市                         |                                                                                         |
| 010-11     | 秋田中央郵便局 | 秋田中央郵便局 | 秋田市                         | 2007年まで太平郵便局の担当                                                              |
| 010-12     | 秋田中央郵便局 | 雄和郵便局     | 秋田市                         |                                                                                         |
| 010-13     | 秋田中央郵便局 | 雄和郵便局     | 秋田市                         | 2004年まで大正寺郵便局の担当                                                            |
| 010-14     | 秋田中央郵便局 | 秋田中央郵便局 | 秋田市                         | 2019年5月12日まで仁井田郵便局の担当                                                     |
| 010-15     | 秋田中央郵便局 | 下浜郵便局     | 秋田市                         |                                                                                         |
| 010-16     | 秋田中央郵便局 | 秋田中央郵便局 | 秋田市                         | 2003年まで新屋郵便局の担当                                                              |
| 011        | 秋田中央郵便局 | 秋田中央郵便局 | 秋田市                         | 2019年5月12日まで土崎郵便局の担当                                                       |
| 012        | 湯沢郵便局     | 湯沢郵便局     | 湯沢市                         |                                                                                         |
| 012-01     | 湯沢郵便局     | 稲川郵便局     | 湯沢市                         | 1987年まで一部区域は駒形郵便局の担当 1991年まで一部区域は稲庭郵便局の担当               |
| 012-11     | 湯沢郵便局     | 西馬音内郵便局 | 雄勝郡羽後町                   | 1989年まで一部区域は雄物川大沢郵便局の担当                                              |
| 012-12     | 湯沢郵便局     | 田代郵便局     | 雄勝郡羽後町                   |                                                                                         |
| 012-13     | 湯沢郵便局     | 田代郵便局     | 雄勝郡羽後町                   | 2004年まで仙道郵便局の担当                                                              |
| 013        | 横手郵便局     | 横手郵便局     | 横手市                         |                                                                                         |
| 013-01     | 横手郵便局     | 平鹿郵便局     | 横手市                         |                                                                                         |
| 013-02     | 横手郵便局     | 雄物川郵便局   | 横手市                         | 1989年まで一部区域は雄物川大沢郵便局の担当                                              |
| 013-03     | 横手郵便局     | 雄物川郵便局   | 横手市                         | 2005年に「013-04」より分割 2020年3月1日まで館合郵便局の担当                             |
| 013-04     | 横手郵便局     | 雄物川郵便局   | 横手市                         | 2020年3月1日まで館合郵便局の担当                                                        |
| 013-05     | 横手郵便局     | 大森郵便局     | 横手市                         | 1990年まで一部区域は八沢木郵便局の担当                                                  |
| 013-08     | 横手郵便局     | 横手郵便局     | 横手市                         | 2003年まで羽後金沢郵便局の担当                                                          |
| 014        | 大曲郵便局     | 大曲郵便局     | 大仙市                         |                                                                                         |
| 014-01     | 大曲郵便局     | 大曲郵便局     | 大仙市                         | 2007年まで四ッ屋郵便局の担当                                                            |
| 014-02     | 大曲郵便局     | 中仙郵便局     | 大仙市                         |                                                                                         |
| 014-03     | 角館郵便局     | 角館郵便局     | 仙北市                         | 1992年まで一部区域は雲沢郵便局の担当                                                    |
| 014-05     | 角館郵便局     | 西明寺郵便局   | 仙北市                         |                                                                                         |
| 014-06     | 角館郵便局     | 西明寺郵便局   | 仙北市                         | 2007年まで桧木内郵便局の担当                                                            |
| 014-07     | 大曲郵便局     | 羽後豊川郵便局 | 大仙市                         |                                                                                         |
| 014-11     | 角館郵便局     | 角館郵便局     | 仙北市                         | 2007年まで神代郵便局の担当                                                              |
| 014-12     | 角館郵便局     | 田沢湖郵便局   | 仙北市                         | 1984年まで一部区域は田沢郵便局の担当                                                    |
| 014-14     | 大曲郵便局     | 大曲郵便局     | 大仙市                         | 2016年まで角間川郵便局の担当                                                            |
| 015        | 本荘郵便局     | 本荘郵便局     | 由利本荘市                     | 1991年まで一部区域は石沢郵便局・松ケ崎郵便局の担当                                      |
| 015-02     | 本荘郵便局     | 老方郵便局     | 由利本荘市                     |                                                                                         |
| 015-03     | 本荘郵便局     | 由利郵便局     | 由利本荘市                     |                                                                                         |
| 015-04     | 本荘郵便局     | 矢島郵便局     | 由利本荘市                     |                                                                                         |
| 015-05     | 本荘郵便局     | 鳥海郵便局     | 由利本荘市                     | 1992年まで一部区域は直根郵便局の担当                                                    |
| 015-07     | 本荘郵便局     | 笹子郵便局     | 由利本荘市                     |                                                                                         |
| 016        | 能代郵便局     | 能代郵便局     | 能代市                         |                                                                                         |
| 016-01     | 能代郵便局     | 東能代郵便局   | 能代市                         | 1992年まで一部区域は富根郵便局の担当                                                    |
| 017        | 大館郵便局     | 大館郵便局     | 大館市                         | 1992年まで一部区域は花岡郵便局・白沢郵便局の担当                                        |
| 017-02     | 花輪郵便局     | 小坂郵便局     | 鹿角郡小坂町                   |                                                                                         |
| 018-01     | 本荘郵便局     | 象潟郵便局     | にかほ市                       | 1987年まで一部区域は小滝郵便局の担当                                                    |
| 018-03     | 本荘郵便局     | 仁賀保郵便局   | にかほ市                       | 2007年まで金浦郵便局の担当                                                              |
| 018-04     | 本荘郵便局     | 仁賀保郵便局   | にかほ市                       | 1986年まで一部区域は由利院内郵便局の担当                                                |
| 018-06     | 本荘郵便局     | 本荘郵便局     | 由利本荘市                     | 2007年まで西目郵便局の担当                                                              |
| 018-07     | 本荘郵便局     | 岩谷郵便局     | 由利本荘市                     |                                                                                         |
| 018-08     | 本荘郵便局     | 岩谷郵便局     | 由利本荘市                     | 2003年まで新沢郵便局の担当                                                              |
| 018-09     | 本荘郵便局     | 中田代郵便局   | 由利本荘市                     |                                                                                         |
| 018-12     | 本荘郵便局     | 岩城郵便局     | 由利本荘市                     | 2007年まで亀田郵便局の担当                                                              |
| 018-13     | 本荘郵便局     | 岩城郵便局     | 由利本荘市                     |                                                                                         |
| 018-14     | 秋田中央郵便局 | 大久保郵便局   | 潟上市                         |                                                                                         |
| 018-15     | 秋田中央郵便局 | 飯田川郵便局   | 潟上市、南秋田郡井川町         |                                                                                         |
| 018-16     | 秋田中央郵便局 | 八郎潟郵便局   | 南秋田郡八郎潟町               |                                                                                         |
| 018-17     | 秋田中央郵便局 | 五城目郵便局   | 南秋田郡五城目町               |                                                                                         |
| 018-18     | 秋田中央郵便局 | 五城目郵便局   | 南秋田郡五城目町               | 2002年まで内川郵便局の担当                                                              |
| 018-21     | 能代郵便局     | 琴丘郵便局     | 山本郡三種町                   | 1988年まで一部区域は上岩川郵便局の担当                                                  |
| 018-23     | 能代郵便局     | 森岳郵便局     | 山本郡三種町                   |                                                                                         |
| 018-24     | 能代郵便局     | 八竜郵便局     | 山本郡三種町                   |                                                                                         |
| 018-25     | 能代郵便局     | 峰浜郵便局     | 山本郡八峰町                   |                                                                                         |
| 018-26     | 能代郵便局     | 八森郵便局     | 山本郡八峰町                   |                                                                                         |
| 018-28     | 能代郵便局     | 常盤郵便局     | 能代市                         |                                                                                         |
| 018-31     | 能代郵便局     | 二ツ井郵便局   | 能代市                         | 1992年まで一部区域は富根郵便局の担当                                                    |
| 018-32     | 能代郵便局     | 二ツ井郵便局   | 山本郡藤里町                   | 2007年まで藤琴郵便局の担当                                                              |
| 018-33     | 鷹巣郵便局     | 鷹巣郵便局     | 北秋田市                       |                                                                                         |
| 018-34     | 鷹巣郵便局     | 鷹巣郵便局     | 北秋田市                       | 2020年3月1日まで七日市郵便局の担当                                                      |
| 018-35     | 大館郵便局     | 早口郵便局     | 大館市                         | 1983年まで一部区域は山瀬郵便局の担当                                                    |
| 018-42     | 鷹巣郵便局     | 合川郵便局     | 北秋田市                       | 1986年まで一部区域は下大野郵便局の担当                                                  |
| 018-43     | 鷹巣郵便局     | 米内沢郵便局   | 北秋田市                       |                                                                                         |
| 018-44     | 鷹巣郵便局     | 上小阿仁郵便局 | 北秋田郡上小阿仁村             |                                                                                         |
| 018-45     | 鷹巣郵便局     | 前田郵便局     | 北秋田市                       |                                                                                         |
| 018-46     | 鷹巣郵便局     | 阿仁合郵便局   | 北秋田市                       |                                                                                         |
| 018-47     | 鷹巣郵便局     | 比立内郵便局   | 北秋田市                       |                                                                                         |
| 018-51     | 花輪郵便局     | 八幡平郵便局   | 鹿角市                         |                                                                                         |
| 018-52     | 花輪郵便局     | 花輪郵便局     | 鹿角市                         |                                                                                         |
| 018-53     | 花輪郵便局     | 毛馬内郵便局   | 鹿角市                         |                                                                                         |
| 018-54     | 花輪郵便局     | 毛馬内郵便局   | 鹿角市                         | 2007年まで大湯郵便局の担当                                                              |
| 018-55     | 花輪郵便局     | 十和田湖郵便局 | 十和田市<青森県>、鹿角郡小坂町 |                                                                                         |
| 018-56     | 大館郵便局     | 比内郵便局     | 大館市                         | 2007年まで十二所郵便局の担当                                                            |
| 018-57     | 大館郵便局     | 比内郵便局     | 大館市                         |                                                                                         |
| 018-58     | 大館郵便局     | 比内郵便局     | 大館市                         | 2007年まで大葛郵便局の担当                                                              |
| 019-01     | 湯沢郵便局     | 横堀郵便局     | 湯沢市                         | 2004年まで院内郵便局の担当                                                              |
| 019-02     | 湯沢郵便局     | 横堀郵便局     | 湯沢市                         |                                                                                         |
| 019-03     | 湯沢郵便局     | 横堀郵便局     | 湯沢市                         | 2006年まで秋ノ宮郵便局の担当                                                            |
| 019-04     | 湯沢郵便局     | 湯沢郵便局     | 湯沢市                         | 2006年まで須川郵便局の担当                                                              |
| 019-05     | 横手郵便局     | 十文字郵便局   | 横手市                         | 1991年まで一部区域は羽後植田郵便局の担当                                                |
| 019-07     | 横手郵便局     | 十文字郵便局   | 横手市                         | 2007年まで増田郵便局の担当                                                              |
| 019-08     | 横手郵便局     | 十文字郵便局   | 雄勝郡東成瀬村                 | 2007年まで東成瀬郵便局の担当                                                            |
| 019-11     | 横手郵便局     | 横手郵便局     | 横手市                         | 2007年まで山内郵便局の担当                                                              |
| 019-12     | 大曲郵便局     | 仙南郵便局     | 仙北郡美郷町                   |                                                                                         |
| 019-13     | 大曲郵便局     | 仙南郵便局     | 仙北郡美郷町                   | 2003年まで羽後金沢郵便局の担当 （横手市内地域は「013-08」へ番号変更・横手郵便局へ移管） |
| 019-14     | 大曲郵便局     | 六郷郵便局     | 仙北郡美郷町                   |                                                                                         |
| 019-15     | 大曲郵便局     | 千屋郵便局     | 仙北郡美郷町                   |                                                                                         |
| 019-16     | 大曲郵便局     | 太田郵便局     | 大仙市                         |                                                                                         |
| 019-17     | 大曲郵便局     | 神宮寺郵便局   | 大仙市                         |                                                                                         |
| 019-18     | 大曲郵便局     | 神宮寺郵便局   | 大仙市                         | 2020年3月1日まで南楢岡郵便局の担当                                                      |
| 019-19     | 大曲郵便局     | 外小友郵便局   | 大仙市                         |                                                                                         |
| 019-21     | 大曲郵便局     | 刈和野郵便局   | 大仙市                         |                                                                                         |
| 019-22     | 大曲郵便局     | 刈和野郵便局   | 大仙市                         | 2004年まで大沢郷郵便局の担当                                                            |
| 019-23     | 大曲郵便局     | 刈和野郵便局   | 大仙市                         | 2004年まで強首郵便局の担当                                                              |
| 019-24     | 大曲郵便局     | 協和郵便局     | 大仙市                         | 2004年まで一部区域は刈和野郵便局・強首郵便局・羽後荒川郵便局の担当                      |
| 019-25     | 大曲郵便局     | 協和郵便局     | 大仙市                         | 2004年まで羽後荒川郵便局の担当                                                          |
| 019-26     | 秋田中央郵便局 | 和田郵便局     | 秋田市                         |                                                                                         |
| 019-27     | 秋田中央郵便局 | 和田郵便局     | 秋田市                         | 2007年まで岩見三内郵便局の担当                                                          |

### 地域番号02（岩手県）
| 郵便区番号 | 管轄局         | 集配局         | 担当区域（一部または全域） | 備考 |
| ---------- | -------------- | -------------- | -------------------------- | --- |
| 020        | 盛岡中央郵便局 | 盛岡中央郵便局 | 盛岡市、紫波郡矢巾町       | |
| 020-01     | 盛岡北郵便局   | 盛岡北郵便局   | 盛岡市                     | |
| 020-02     | 盛岡中央郵便局 | 盛岡中央郵便局 | 盛岡市                     | 2007年まで玉山郵便局の担当 |
| 020-03     | 盛岡中央郵便局 | 盛岡中央郵便局 | 盛岡市                     | 2007年まで簗川郵便局（2020年2月29日廃局）の担当                                                                                       |
| 020-04     | 盛岡中央郵便局 | 乙部郵便局     | 盛岡市                     | |
| 020-05     | 盛岡北郵便局   | 雫石郵便局     | 岩手郡雫石町               | 1990年まで一部区域は御所郵便局・岩手西山郵便局の担当                                                                                  |
| 020-06     | 盛岡北郵便局   | 盛岡北郵便局   | 滝沢市                     | 2014年に「020-01」より分割 |
| 020-07     | 盛岡北郵便局   | 盛岡北郵便局   | 滝沢市                     | 2014年に「020-01」より分割 |
| 021        | 一関郵便局     | 一関郵便局     | 一関市                     | |
| 021-01     | 一関郵便局     | 厳美郵便局     | 一関市                     | |
| 021-02     | 一関郵便局     | 一関郵便局     | 一関市                     | 2006年まで舞川郵便局の担当 |
| 022        | 大船渡郵便局   | 大船渡郵便局   | 大船渡市                   | |
| 022-01     | 大船渡郵便局   | 大船渡郵便局   | 大船渡市                   | 2006年まで三陸郵便局の担当 |
| 022-02     | 大船渡郵便局   | 大船渡郵便局   | 大船渡市                   | 2006年まで綾里郵便局の担当 |
| 023        | 水沢郵便局     | 水沢郵便局     | 奥州市                     | |
| 023-01     | 水沢郵便局     | 水沢郵便局     | 奥州市                     | 2019年3月3日まで羽田郵便局の担当 |
| 023-04     | 水沢郵便局     | 胆沢郵便局     | 奥州市                     | 1989年まで一部区域は小山郵便局の担当                                                                                                  |
| 023-11     | 水沢郵便局     | 江刺郵便局     | 奥州市                     | 1992年まで一部区域は陸中広瀬郵便局・玉里郵便局の担当                                                                                  |
| 023-13     | 水沢郵便局     | 江刺郵便局     | 奥州市                     | 2015年まで野手崎郵便局の担当 |
| 023-15     | 水沢郵便局     | 江刺郵便局     | 奥州市                     | 2015年まで米里郵便局の担当 |
| 023-17     | 水沢郵便局     | 江刺郵便局     | 奥州市                     | 2015年まで伊手郵便局の担当 |
| 024        | 北上郵便局     | 北上郵便局     | 北上市                     | 1991年まで一部区域は藤根郵便局の担当                                                                                                  |
| 024-01     | 北上郵便局     | 北上郵便局     | 北上市                     | 2007年まで二子郵便局の担当 |
| 024-02     | 北上郵便局     | 北上郵便局     | 北上市                     | 2015年まで口内郵便局の担当 |
| 024-03     | 北上郵便局     | 横川目郵便局   | 北上市、和賀郡西和賀町     | 1991年まで一部区域は藤根郵便局・陸中岩崎郵便局・和賀仙人郵便局（2003年廃局）の担当 1991年まで「029-53」「029-51」「029-52」「029-54」 |
| 025        | 花巻郵便局     | 花巻郵便局     | 花巻市                     | |
| 025-01     | 花巻郵便局     | 笹間郵便局     | 花巻市                     | |
| 025-02     | 花巻郵便局     | 大沢温泉郵便局 | 花巻市                     | |
| 025-03     | 花巻郵便局     | 花巻温泉郵便局 | 花巻市                     | |
| 026        | 釜石郵便局     | 釜石郵便局     | 釜石市                     | 1985年まで一部区域は甲子郵便局（現・釜石大橋郵便局）の担当                                                                            |
| 026-01     | 釜石郵便局     | 釜石郵便局     | 釜石市                     | 2017年まで唐丹郵便局の担当 |
| 026-03     | 釜石郵便局     | 釜石郵便局     | 釜石市                     | 2017年まで鵜住居郵便局の担当 |
| 026-04     | 釜石郵便局     | 釜石郵便局     | 釜石市                     | 2017年まで栗橋郵便局の担当 |
| 027        | 宮古郵便局     | 宮古郵便局     | 宮古市                     | |
| 027-01     | 宮古郵便局     | 宮古郵便局     | 宮古市                     | 2007年まで重茂郵便局の担当 |
| 027-02     | 宮古郵便局     | 宮古郵便局     | 宮古市                     | 2007年まで津軽石郵便局の担当 |
| 027-03     | 宮古郵便局     | 宮古郵便局     | 宮古市                     | 2007年まで田老郵便局の担当 |
| 027-04     | 岩泉郵便局     | 小本郵便局     | 下閉伊郡岩泉町             | |
| 027-05     | 岩泉郵便局     | 岩泉郵便局     | 下閉伊郡岩泉町             | |
| 027-06     | 岩泉郵便局     | 岩泉郵便局     | 下閉伊郡岩泉町             | 2020年3月1日まで安家郵便局の担当 |
| 028        | 久慈郵便局     | 久慈郵便局     | 久慈市                     | 1992年まで一部区域は大川目郵便局の担当 1993年まで「032」                                                                              |
| 028-01     | 花巻郵便局     | 東和郵便局     | 花巻市                     | |
| 028-03     | 遠野郵便局     | 宮守郵便局     | 遠野市                     | 1991年まで一部区域は達曾部郵便局の担当                                                                                                |
| 028-04     | 遠野郵便局     | 小友郵便局     | 遠野市                     | |
| 028-05     | 遠野郵便局     | 遠野郵便局     | 遠野市                     | |
| 028-06     | 遠野郵便局     | 遠野郵便局     | 遠野市                     | 2017年まで附馬牛郵便局の担当 |
| 028-07     | 遠野郵便局     | 遠野郵便局     | 遠野市                     | 2017年まで岩手上郷郵便局の担当 |
| 028-11     | 釜石郵便局     | 大槌郵便局     | 上閉伊郡大槌町             | |
| 028-13     | 宮古郵便局     | 山田郵便局     | 下閉伊郡山田町             | 1984年まで一部区域は船越郵便局・豊間根郵便局の担当                                                                                    |
| 028-21     | 宮古郵便局     | 宮古郵便局     | 宮古市                     | 2007年まで新里郵便局の担当 |
| 028-22     | 岩泉郵便局     | 岩泉郵便局     | 下閉伊郡岩泉町             | 2007年まで岩手大川郵便局の担当 |
| 028-23     | 宮古郵便局     | 川井郵便局     | 宮古市                     | |
| 028-24     | 宮古郵便局     | 川井郵便局     | 宮古市                     | 2007年まで小国郵便局の担当 |
| 028-25     | 宮古郵便局     | 川井郵便局     | 宮古市                     | 2007年まで陸中川内郵便局の担当 |
| 028-26     | 宮古郵便局     | 川井郵便局     | 宮古市                     | 2016年まで門馬郵便局の担当 |
| 028-27     | 盛岡中央郵便局 | 薮川郵便局     | 盛岡市                     | |
| 028-31     | 花巻郵便局     | 石鳥谷郵便局   | 花巻市                     | |
| 028-32     | 花巻郵便局     | 大迫郵便局     | 花巻市                     | |
| 028-33     | 紫波郵便局     | 紫波郵便局     | 紫波郡紫波町               | |
| 028-34     | 紫波郵便局     | 紫波郵便局     | 紫波郡紫波町               | 2000年まで上平沢郵便局の担当 |
| 028-35     | 紫波郵便局     | 紫波郵便局     | 紫波郡紫波町               | 2000年まで赤沢郵便局の担当 |
| 028-36     | 紫波郵便局     | 紫波郵便局     | 紫波郡矢巾町               | 2019年3月3日まで矢幅郵便局の担当 |
| 028-41     | 盛岡中央郵便局 | 好摩郵便局     | 盛岡市                     | |
| 028-42     | 盛岡中央郵便局 | 沼宮内郵便局   | 岩手郡岩手町               | 2017年まで川口郵便局の担当 |
| 028-43     | 盛岡中央郵便局 | 沼宮内郵便局   | 岩手郡岩手町               | |
| 028-44     | 盛岡中央郵便局 | 沼宮内郵便局   | 岩手郡岩手町               | 2007年まで一方井郵便局の担当 |
| 028-51     | 二戸郵便局     | 奥中山郵便局   | 岩手郡葛巻町、二戸郡一戸町 | |
| 028-52     | 二戸郵便局     | 一戸郵便局     | 二戸郡一戸町               | 2007年まで小鳥谷郵便局の担当 |
| 028-53     | 二戸郵便局     | 一戸郵便局     | 二戸郡一戸町               | |
| 028-54     | 盛岡中央郵便局 | 葛巻郵便局     | 岩手郡葛巻町               | 1983年まで一部区域は江刈郵便局の担当                                                                                                  |
| 028-56     | 岩泉郵便局     | 小川郵便局     | 下閉伊郡岩泉町             | |
| 028-57     | 二戸郵便局     | 二戸郵便局     | 二戸市                     | 2004年まで金田一郵便局の担当 |
| 028-61     | 二戸郵便局     | 二戸郵便局     | 二戸市                     | |
| 028-62     | 二戸郵便局     | 晴山郵便局     | 九戸郡軽米町               | |
| 028-63     | 二戸郵便局     | 軽米郵便局     | 九戸郡軽米町               | |
| 028-64     | 二戸郵便局     | 軽米郵便局     | 九戸郡軽米町               | 2004年まで小軽米郵便局の担当 |
| 028-65     | 二戸郵便局     | 伊保内郵便局   | 九戸郡九戸村               | |
| 028-66     | 二戸郵便局     | 伊保内郵便局   | 九戸郡九戸村               | 2004年まで戸田郵便局の担当 |
| 028-67     | 二戸郵便局     | 二戸郵便局     | 二戸市                     | 2015年まで御返地郵便局の担当 |
| 028-68     | 二戸郵便局     | 浄法寺郵便局   | 二戸市                     | |
| 028-69     | 二戸郵便局     | 浄法寺郵便局   | 二戸市                     | 2006年に「028-68」より分割 |
| 028-71     | 盛岡北郵便局   | 大更郵便局     | 八幡平市                   | |
| 028-73     | 盛岡北郵便局   | 松尾郵便局     | 八幡平市                   | 1969年まで一部区域は松尾鉱山郵便局（1970廃局）の担当                                                                                  |
| 028-74     | 盛岡北郵便局   | 平舘郵便局     | 八幡平市                   | |
| 028-75     | 盛岡北郵便局   | 荒屋郵便局     | 八幡平市                   | |
| 028-76     | 盛岡北郵便局   | 田山郵便局     | 八幡平市                   | |
| 028-78     | 久慈郵便局     | 侍浜郵便局     | 久慈市                     | 1993年まで「039-14」 |
| 028-79     | 久慈郵便局     | 種市郵便局     | 九戸郡洋野町               | 1993年まで「039-13」 |
| 028-81     | 久慈郵便局     | 久慈郵便局     | 久慈市                     | 1993年まで「032-01」 2016年まで宇部郵便局の担当                                                                                       |
| 028-82     | 久慈郵便局     | 野田郵便局     | 九戸郡野田村               | 1993年まで「032-02」 |
| 028-83     | 久慈郵便局     | 普代郵便局     | 下閉伊郡普代村             | 1993年まで「032-03」 |
| 028-84     | 岩泉郵便局     | 田野畑郵便局   | 下閉伊郡田野畑村           | 1993年まで「032-04」 |
| 028-85     | 久慈郵便局     | 久慈郵便局     | 久慈市                     | 1993年まで「032-05」 2023年2月12日まで山根郵便局の担当                                                                                |
| 028-86     | 久慈郵便局     | 陸中山形郵便局 | 久慈市                     | 1993年まで「032-07」 |
| 028-87     | 久慈郵便局     | 陸中山形郵便局 | 久慈市                     | 1993年まで「032-08」 2007年まで関郵便局の担当                                                                                         |
| 028-88     | 久慈郵便局     | 大野郵便局     | 九戸郡洋野町               | 1993年まで「032-09」 |
| 029        | 岩手郵便局     |                | 岩手県、秋田県全域         | 地域区分専門郵便局 |
| 029-01     | 一関郵便局     | 一関郵便局     | 一関市                     | 2006年まで真滝郵便局の担当 |
| 029-02     | 一関郵便局     | 薄衣郵便局     | 一関市                     | |
| 029-03     | 一関郵便局     | 東山郵便局     | 一関市                     | |
| 029-04     | 一関郵便局     | 摺沢郵便局     | 一関市                     | 2007年まで猿沢郵便局の担当 |
| 029-05     | 一関郵便局     | 摺沢郵便局     | 一関市                     | |
| 029-06     | 一関郵便局     | 摺沢郵便局     | 一関市                     | 2018年まで興田郵便局の担当 |
| 029-07     | 一関郵便局     | 摺沢郵便局     | 一関市                     | 2007年まで大原郵便局の担当 |
| 029-08     | 一関郵便局     | 千厩郵便局     | 一関市                     | 1992年まで一部区域は小梨郵便局の担当                                                                                                  |
| 029-11     | 一関郵便局     | 千厩郵便局     | 一関市                     | 2007年まで奥玉郵便局の担当 |
| 029-12     | 一関郵便局     | 千厩郵便局     | 一関市                     | 2004年まで一部区域は大津保郵便局（現・保呂羽郵便局）の担当 2018年まで室根郵便局の担当                                                 |
| 029-22     | 陸前高田郵便局 | 陸前高田郵便局 | 陸前高田市                 | 1988年まで一部区域は矢作郵便局・只出郵便局（現・陸前小友郵便局）の担当                                                                |
| 029-23     | 大船渡郵便局   | 住田郵便局     | 気仙郡住田町               | 1990年まで一部区域は大股郵便局の担当                                                                                                  |
| 029-25     | 大船渡郵便局   | 上有住郵便局   | 気仙郡住田町               | |
| 029-31     | 一関郵便局     | 花泉郵便局     | 一関市                     | |
| 029-32     | 一関郵便局     | 花泉郵便局     | 一関市                     | 2005年まで涌津郵便局の担当 |
| 029-33     | 一関郵便局     | 藤沢郵便局     | 一関市                     | 2007年まで黄海郵便局の担当 |
| 029-34     | 一関郵便局     | 藤沢郵便局     | 一関市                     | |
| 029-35     | 一関郵便局     | 藤沢郵便局     | 一関市                     | 2004年まで大津保郵便局（現・保呂羽郵便局）の担当 （一関市内の一部地域は「029-12」へ番号変更・室根郵便局へ移管）                       |
| 029-41     | 一関郵便局     | 平泉郵便局     | 西磐井郡平泉町             | |
| 029-42     | 水沢郵便局     | 前沢郵便局     | 奥州市                     | 1990年まで一部区域は生母郵便局の担当                                                                                                  |
| 029-43     | 水沢郵便局     | 衣川郵便局     | 奥州市                     | |
| 029-44     | 水沢郵便局     | 衣川郵便局     | 奥州市                     | 2001年に「029-43」より分割 |
| 029-45     | 北上郵便局     | 北上郵便局     | 胆沢郡金ケ崎町             | 2018年まで金ヶ崎郵便局の担当 |
| 029-55     | 北上郵便局     | 川尻郵便局     | 和賀郡西和賀町             | |
| 029-56     | 北上郵便局     | 新町郵便局     | 和賀郡西和賀町             | |
| 029-57     | 北上郵便局     | 川舟郵便局     | 和賀郡西和賀町             | |

### 地域番号03（青森県）
| 郵便区番号 | 管轄局         | 集配局         | 担当区域（一部または全域）       | 備考 |
| ---------- | -------------- | -------------- | -------------------------------- | --- |
| 030        | 青森中央郵便局 | 青森中央郵便局 | 青森市                           | |
| 030-01     | 青森中央郵便局 | 青森中央郵便局 | 青森市                           | 2006年まで荒川郵便局の担当 2015年まで青森西郵便局の担当                                                           |
| 030-12     | 青森西郵便局   | 青森西郵便局   | 東津軽郡蓬田村、青森市           | 2006年まで後潟郵便局の担当                                                                                        |
| 030-13     | 青森西郵便局   | 蟹田郵便局     | 東津軽郡外ヶ浜町                 | |
| 030-14     | 青森西郵便局   | 蟹田郵便局     | 東津軽郡外ヶ浜町                 | 2007年まで陸奥平舘郵便局の担当                                                                                    |
| 030-15     | 青森西郵便局   | 今別郵便局     | 東津軽郡今別町                   | 1990年まで一部区域は袰月郵便局の担当                                                                              |
| 030-17     | 青森西郵便局   | 今別郵便局     | 北津軽郡中泊町、東津軽郡外ヶ浜町 | 2007年まで三厩郵便局の担当                                                                                        |
| 031        | 八戸郵便局     | 八戸郵便局     | 八戸市                           | |
| 031-01     | 八戸郵便局     | 南郷郵便局     | 八戸市                           | 2004年まで中沢郵便局                                                                                              |
| 031-02     | 八戸郵便局     | 南郷郵便局     | 八戸市                           | 2004年まで島守郵便局の担当                                                                                        |
| 033        | 三沢郵便局     | 三沢郵便局     | 三沢市、上北郡六戸町             | |
| 033-01     | 三沢郵便局     | 三沢郵便局     | 三沢市                           | 1997年まで浜三沢郵便局（現・三沢大津郵便局）の担当                                                                |
| 034        | 十和田郵便局   | 十和田郵便局   | 十和田市                         | |
| 034-01     | 三沢郵便局     | 大深内郵便局   | 十和田市                         | |
| 034-02     | 十和田郵便局   | 十和田郵便局   | 十和田市                         | 2024年2月18日まで四和郵便局の担当                                                                                 |
| 034-03     | 三沢郵便局     | 奥瀬郵便局     | 十和田市                         | |
| 035        | むつ郵便局     | むつ郵便局     | 下北郡東通村、むつ市             | 1995年まで一部区域は大湊郵便局の担当                                                                              |
| 035-01     | むつ郵便局     | むつ郵便局     | 下北郡東通村                     | 2007年まで岩屋郵便局の担当                                                                                        |
| 036        | 弘前郵便局     | 弘前郵便局     | 弘前市                           | 1995年まで一部区域は高杉郵便局・石川郵便局の担当                                                                  |
| 036-01     | 弘前郵便局     | 平賀郵便局     | 平川市                           | |
| 036-02     | 弘前郵便局     | 平賀郵便局     | 平川市                           | 2015年まで尾上郵便局の担当                                                                                        |
| 036-03     | 弘前郵便局     | 黒石郵便局     | 黒石市                           | |
| 036-04     | 弘前郵便局     | 黒石郵便局     | 黒石市                           | 2004年まで温湯郵便局の担当                                                                                        |
| 036-05     | 弘前郵便局     | 黒石郵便局     | 黒石市                           | 1998年に「036-03」より分割                                                                                        |
| 036-12     | 弘前郵便局     | 裾野郵便局     | 弘前市                           | |
| 036-13     | 弘前郵便局     | 岩木郵便局     | 弘前市                           | |
| 036-14     | 弘前郵便局     | 相馬郵便局     | 中津軽郡西目屋村、弘前市         | 2005年まで国吉郵便局の担当                                                                                        |
| 036-15     | 弘前郵便局     | 相馬郵便局     | 弘前市                           | |
| 037        | 五所川原郵便局 | 五所川原郵便局 | 五所川原市                       | |
| 037-01     | 五所川原郵便局 | 稲垣郵便局     | つがる市                         | |
| 037-02     | 五所川原郵便局 | 金木郵便局     | 五所川原市                       | |
| 037-03     | 五所川原郵便局 | 中里郵便局     | 北津軽郡中泊町                   | |
| 037-04     | 五所川原郵便局 | 市浦郵便局     | 五所川原市                       | |
| 037-05     | 五所川原郵便局 | 市浦郵便局     | 北津軽郡中泊町                   | 2007年まで小泊郵便局の担当                                                                                        |
| 037-06     | 五所川原郵便局 | 五所川原郵便局 | 五所川原市                       | 2002年まで七和郵便局の担当                                                                                        |
| 038        | 青森西郵便局   | 青森西郵便局   | 青森市                           | 038-0011〜0015、0021～0024を除く。 1989年まで青森中央郵便局・津軽新城郵便局・油川郵便局（現：油川駅郵便局）の担当 |
| 038        | 青森中央郵便局 | 青森中央郵便局 | 青森市                           | 038-0011〜0015、0021～0024のみ。 1989年まで青森中央郵便局の担当 2015年まで青森西郵便局の担当                      |
| 038-01     | 弘前郵便局     | 大鰐郵便局     | 平川市                           | 2018年まで碇ヶ関郵便局の担当                                                                                      |
| 038-02     | 弘前郵便局     | 大鰐郵便局     | 南津軽郡大鰐町                   | |
| 038-11     | 弘前郵便局     | 田舎館郵便局   | 南津軽郡田舎館村                 | |
| 038-12     | 弘前郵便局     | 藤崎郵便局     | 南津軽郡藤崎町                   | 2017年まで陸奥常盤郵便局の担当                                                                                    |
| 038-13     | 青森西郵便局   | 浪岡郵便局     | 青森市                           | |
| 038-22     | 五所川原郵便局 | 岩崎郵便局     | 西津軽郡深浦町                   | 1987年まで一部区域は大間越郵便局（現・大間越簡易郵便局）の担当                                                    |
| 038-23     | 五所川原郵便局 | 深浦郵便局     | 西津軽郡深浦町                   | |
| 038-24     | 五所川原郵便局 | 深浦郵便局     | 西津軽郡深浦町                   | 2003年まで驫木郵便局の担当                                                                                        |
| 038-25     | 五所川原郵便局 | 鰺ケ沢郵便局   | 西津軽郡深浦町                   | 2007年まで北金ヶ沢郵便局の担当                                                                                    |
| 038-27     | 五所川原郵便局 | 鰺ケ沢郵便局   | 西津軽郡鰺ヶ沢町                 | 1982年まで一部区域は赤石郵便局の担当                                                                              |
| 038-28     | 五所川原郵便局 | 森田郵便局     | つがる市                         | |
| 038-31     | 五所川原郵便局 | 木造郵便局     | つがる市                         | |
| 038-32     | 五所川原郵便局 | 出精郵便局     | つがる市                         | |
| 038-33     | 五所川原郵便局 | 車力郵便局     | つがる市                         | |
| 038-35     | 五所川原郵便局 | 鶴田郵便局     | 北津軽郡鶴田町                   | |
| 038-36     | 五所川原郵便局 | 板柳郵便局     | 弘前市、北津軽郡板柳町           | 1989年まで一部区域は小阿弥郵便局の担当                                                                            |
| 038-38     | 弘前郵便局     | 藤崎郵便局     | 南津軽郡藤崎町、弘前市           | |
| 039-01     | 八戸西郵便局   | 三戸郵便局     | 三戸郡三戸町、南部町             | |
| 039-02     | 八戸西郵便局   | 田子郵便局     | 三戸郡田子町                     | |
| 039-03     | 八戸西郵便局   | 田子郵便局     | 三戸郡田子町                     | 2018年まで陸奥上郷郵便局の担当                                                                                    |
| 039-04     | 八戸西郵便局   | 三戸郵便局     | 三戸郡三戸町                     | 1996年まで猿辺郵便局（現・猿辺簡易郵便局）の担当                                                                  |
| 039-05     | 八戸西郵便局   | 上名久井郵便局 | 三戸郡南部町                     | |
| 039-06     | 八戸西郵便局   | 名川郵便局     | 三戸郡南部町                     | |
| 039-08     | 八戸西郵便局   | 福地郵便局     | 三戸郡南部町                     | |
| 039-11     | 八戸西郵便局   | 八戸西郵便局   | 八戸市                           | |
| 039-12     | 八戸郵便局     | 階上郵便局     | 三戸郡階上町                     | |
| 039-15     | 八戸西郵便局   | 五戸郵便局     | 三戸郡五戸町                     | 1995年まで一部区域は浅田郵便局・上市川郵便局の担当                                                                |
| 039-17     | 八戸西郵便局   | 五戸郵便局     | 三戸郡五戸町                     | 2025年まで倉石郵便局の担当                                                                                        |
| 039-18     | 八戸西郵便局   | 新郷郵便局     | 三戸郡新郷村                     | 1995年まで一部区域は浅田郵便局の担当                                                                              |
| 039-21     | 八戸郵便局     | 百石郵便局     | 上北郡おいらせ町                 | 2025年まで下田郵便局の担当                                                                                        |
| 039-22     | 八戸郵便局     | 百石郵便局     | 上北郡おいらせ町、八戸市         | |
| 039-23     | 三沢郵便局     | 三沢郵便局     | 上北郡六戸町、三戸郡五戸町       | 2006年まで六戸郵便局の担当                                                                                        |
| 039-24     | 野辺地郵便局   | 上北郵便局     | 上北郡東北町                     | |
| 039-25     | 野辺地郵便局   | 七戸郵便局     | 上北郡七戸町                     | |
| 039-26     | 野辺地郵便局   | 乙供郵便局     | 上北郡東北町                     | |
| 039-27     | 野辺地郵便局   | 天間林郵便局   | 上北郡七戸町                     | |
| 039-28     | 野辺地郵便局   | 天間林郵便局   | 上北郡七戸町                     | |
| 039-31     | 野辺地郵便局   | 野辺地郵便局   | 上北郡野辺地町                   | |
| 039-32     | 野辺地郵便局   | 平沼郵便局     | 上北郡六ヶ所村                   | |
| 039-33     | 青森西郵便局   | 小湊郵便局     | 東津軽郡平内町                   | 1995年まで一部区域は浅虫郵便局の担当                                                                              |
| 039-35     | 青森中央郵便局 | 青森中央郵便局 | 青森市                           | 2006年まで野内郵便局の担当                                                                                        |
| 039-41     | 野辺地郵便局   | 横浜郵便局     | 上北郡横浜町                     | |
| 039-42     | むつ郵便局     | 白糠郵便局     | 下北郡東通村                     | |
| 039-43     | 野辺地郵便局   | 平沼郵便局     | 上北郡六ヶ所村                   | 2007年まで泊郵便局の担当                                                                                          |
| 039-44     | むつ郵便局     | 大畑郵便局     | むつ市                           | |
| 039-45     | むつ郵便局     | 大畑郵便局     | 下北郡風間浦村                   | 2007年まで風間浦郵便局の担当                                                                                      |
| 039-46     | むつ郵便局     | 大間郵便局     | 下北郡大間町                     | |
| 039-47     | むつ郵便局     | 佐井郵便局     | むつ市、下北郡佐井村             | |
| 039-52     | むつ郵便局     | 陸奥川内郵便局 | むつ市                           | |
| 039-53     | むつ郵便局     | 陸奥川内郵便局 | むつ市                           | 2007年まで脇野沢郵便局の担当                                                                                      |